# Nationalstraße 2 (Japan)
Die Nationalstraße 2 (jap. 国道2号, Kokudō 2-gō) ist eine wichtige Ost-West-Straße in Japan. Sie durchquert den westlichen Teil der japanischen Hauptinsel Honshū und führt bis nach Kyūshū. Sie beginnt, quasi als Fortsetzung der Nationalstraße 1, im Zentrum Osakas und endet, nachdem sie die Hayatomo-Meerenge in einem Tunnel unterquert, im Nordosten der Stadt Kitakyūshū. Hier trifft sie auf die Nationalstraße 3. Der Verlauf der Nationalstraße 2 folgt dabei im Wesentlichen dem der alten San’yōdō.

## Verlauf
- Präfektur Osaka
  - Osaka
- Präfektur Hyōgo
  - Amagasaki – Nishinomiya – Ashiya – Kōbe – Akashi – Kakogawa – Himeji – Tatsuno – Akō
- Präfektur Okayama
  - Aioi – Bizen – Okayama – Kurashiki – Asakuchi – Kasaoka
- Präfektur Hiroshima
  - Fukuyama – Onomichi – Mihara – Takehara – Higashihiroshima – Hiroshima – Hatsukaichi – Ōtake
- Präfektur Yamaguchi
  - Iwakuni – Kudamatsu – Shūnan – Hōfu – Yamaguchi – Ube – San’yō-Onoda – Shimonoseki
- Präfektur Fukuoka
  - Kitakyūshū